# ان‌جی‌سی ۶۵۵۳
ان‌جی‌سی ۶۵۵۳ (انگلیسی: NGC 6553) نام یک کهکشان است.